# جایزه ویلیام کارلوس ویلیامز
جایزه ویلیام کارلوس ویلیامز توسط انجمن شعر آمریکا به کتاب شعری تعلق می‌گیرد که مراکز انتشارات کوچک یا انتشارات دانشگاهی به صورت افتخاری منتشر می‌کنند.
این جایزه از سوی خانواده و دوستان جرالدین کلینتون کوچک، شاعر و نویسنده داستان کوتاه و معاون سابق رئیس‌جمهور وقف می‌شود. این جایزه «معادل خرید» از $۵۰۰ تا $۱۰۰۰. کتابی که برنده جایزه گردد در بین اعضای انجمن توزیع می‌شود.